# Chlorid terbitý
Chlorid terbitý je anorganická sloučenina s chemickým vzorcem TbCl3. Chlorid terbitý tvoří často hexahydrát.

## Příprava
Hexahydrát chloridu terbitého lze připravit reakcí oxidu terbitého s kyselinou chlorovodíkovou:
Tb2O3 + 6 HCl → 2 TbCl3 + 3 H2O
Lze jej také připravit z prvků:
2 Tb + 3 Cl2 → 2 TbCl3

## Vlastnosti
Chlorid terbitý je bílý hygroskopický prášek. Krystalizuje v ortorombické soustavě typu bromidu plutonitého s prostorovou grupou Cmcm (číslo 63). Může tvořit komplex Tb(gly)3Cl3·3H2O s glycinem. V pevném stavu má chlorid terbitý vrstevnatou strukturu typu chloridu yttritého.

## Využití
Hexahydrát chloridu terbitého hraje důležitou roli jako aktivátor zelených luminoforů v barevných televizních lampách a používá se také ve speciálních laserech a jako dopant v polovodičové elektronice.

## Nebezpečí
Chlorid terbitý způsobuje hyperémii duhovky.